# Кашкаранці
Кашкаранці (рос. Кашкаранцы) — село у Терському районі Мурманської області Російської Федерації.
Населення становить 79 осіб. Належить до муніципального утворення Варзузьке сільське поселення.

## Історія
Згідно із законом від 8 грудня 2004 року органом місцевого самоврядування є Варзузьке сільське поселення.

## Населення
| 2002 | 2010 |
| ---- | ---- |
| 120  | ↘79  |